# Robert Birker
Robert Birker (21 de fevereiro de 1885 — 2 de agosto de 1942) foi um ciclista de estrada alemão. Competiu em duas provas de ciclismo nos Jogos Olímpicos de Estocolmo 1912.